# Fang Peak, Antarktis
Fang Peak är en bergstopp i Antarktis. Den ligger i Östantarktis. Australien gör anspråk på området. Toppen på Fang Peak är 1 032 meter över havet.
Terrängen runt Fang Peak är platt åt sydväst, men åt nordost är den kuperad. Trakten är obefolkad. Det finns inga samhällen i närheten. 